# ژت
شهر ژت (به فرانسوی: Jette) در شهرستان بروسل در منطقه بروکسل در کشور بلژیک واقع شده‌است.

## نگارخانه

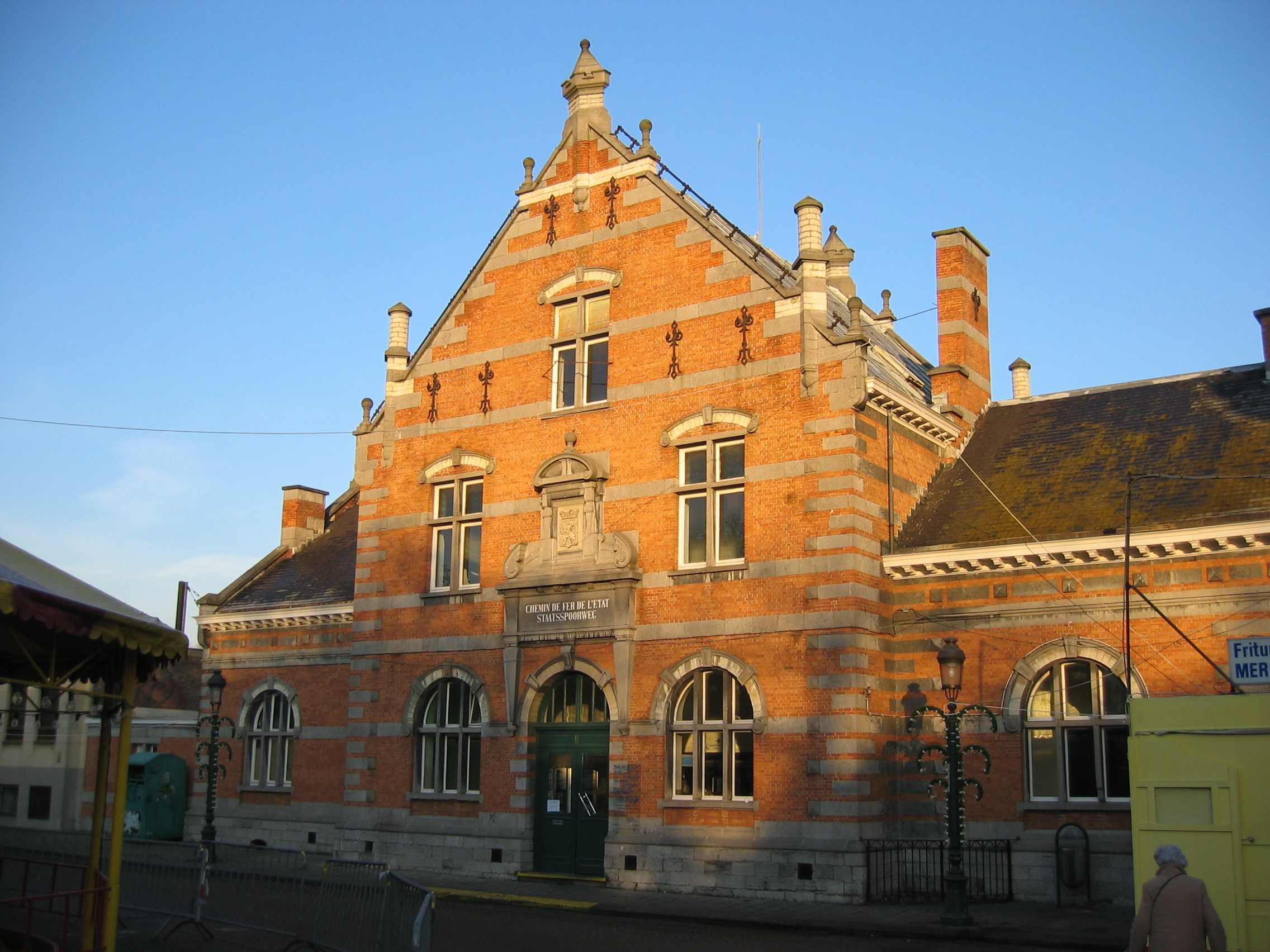
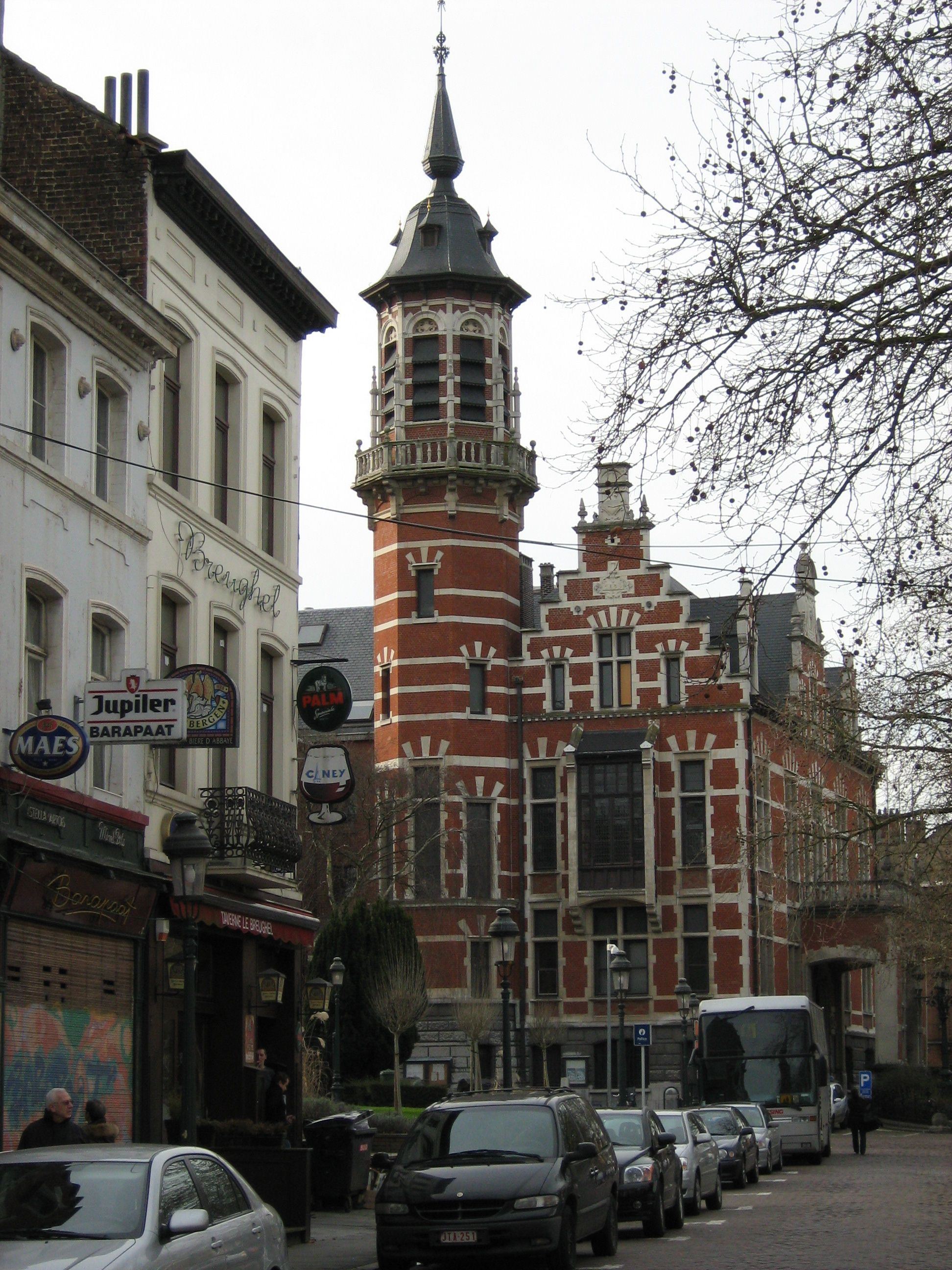